# ФК Дрита
ФК „Дрита“ (на македонска литературна норма: ФК Дрита) е северномакедонски футболен клуб от село Боговине от едноименната община.
На 14 юли 2012 година ФК Дрита е поканен да изиграе контролна среща с ПФК ЦСКА (София), на който отборът на „червените“ да бъде представен пред своя публика за сезон 2012/2013. Срещата завършва 2 – 0 за ЦСКА.